# Chittenden (Vermont)
Chittenden é uma cidade no Condado de Rutland, Vermont, Estados Unidos. A população era de 1.182 habitantes conforme Censo americano de 2000.

## Geografia
Conforme o United States Census Bureau, a superfície da cidade é 192,2 km², dos quais 3,1 km² são de água (rios, lagos, etc), com altitude de 45 metros. Essa superfície faz de Chittenden a maior cidade em área no Estado de Vermont, pouco mais do que Stowe no Condado de Lamoille.
O município fica dividido em duas por um trecho das Montanhas Verdes, sendo urbano somente o setor a oeste, enquanto que o lado leste é dominado por florestas.

## População
Conforme o Censo demográfico de 2000, sua população era 1.182 habitantes (6,3 hab/km²), havia 451 residências, 345 famílias. Da população, 98,48% são da raça branca, 0,17 % de ascendência da Ásia oriental, 0,17% afro-americanos, 0,08 % originários de ilhas do Pacífico e os demais são mestiços. 

## Economia
O rendimento médio anual por residência é de US$ 45 mil, por família é de 53 US$. O rendimento médio dos homens é US$ 35 mil e das mulheres é de US$ 32 mil. A renda per capita é avaliada em US$ 21.278, sendo que 2,9% das famílias (6,2% da população) vive abaixo da linha de pobreza. (dados de 2000)

## Residentes famosos
- Eddy Brothers, gêmeos “Psíquicos” que viajavam fazendo shows.

## História
O mais extenso dos municípios de Vermont recebeu seu nome de Thomas Chittenden, um dos “Green Mountain Boys” (milícia local dos anos 1760) e governador tanto da República de Vermont (1777 – 1791), mais tarde Estado de Vermont. Tom Chittenden e seu irmão Noah  estavam entre os maiores donatários de terras na região, embora o governador jamais houvesse visitado a área.
Recentemente, a cidade passou a ser “dormitório” de trabalhadores da vizinha cidade de Rutland (mesmo Condado). O Reservatório Chittenden é área muito popular para natação e navegação recreativa.